# Direção-Geral do Ensino Superior
A Direção-Geral do Ensino Superior (com sigla DGES) é um organismo central do Ministério da Ciência, Tecnologia e Ensino Superior de Portugal.
Administra o Concurso Nacional de acesso ao ensino superior em Portugal e atribui as bolsas de estudo, incluindo a Bolsa DGES de Ação Social. O seu site oficial divulga a informação referente aos cursos/instituições de Ensino Superior existentes no país e é através deste que se preenche a candidatura online ao concurso.

## História
A Direção-Geral do Ensino Superior, substituiu o Departamento do Ensino Superior e foi criada em 1998, através da publicação do Decreto-Lei n.º 369/98, de 23 de Novembro.

## Composição
A DGES é composta por duas Divisões e três Direções de Serviços: a Divisão de Reconhecimento, Mobilidade e Cooperação Internacional e a Divisão de Apoio Técnico e Administrativo, A Direção de Serviços de Acesso ao Ensino Superior, a Direção de Serviços de Apoio ao Estudante e a Direção de Serviços de Suporte à Rede do Ensino Superior.

## Programas - Plano de Recuperação e Resiliência
A Direção-Geral do Ensino Superior administra o Programa Impulso MAIS Digital, e os Programas Impulso Jovens STEAM e Impulso Adultos, estes desempenham o papel na execução física e financeira dos investimentos delineados no Plano de Recuperação e Resiliência, no contexto do Ensino Superior.
O Programa Impulso Mais Digital visa modernizar a rede de ensino superior, concentrando-se nas áreas essenciais para a resiliência do país e no aprimoramento das competências na sociedade e nas empresas, especialmente nas áreas digitais e tecnológicas.
Já os Programas Impulso Jovens STEAM e Impulso Adultos oferecem apoio às iniciativas desenvolvidas por instituições do ensino superior, em colaboração com empresas, empregadores públicos e/ou privados, incluindo autarquias e entidades públicas em âmbito local, regional e nacional.